# Coupe du monde de saut d'obstacles 2015-2016
Navigation
Édition précédente Édition suivante
La coupe du monde de saut d'obstacles 2015-2016 est la 38e édition de la coupe du monde de saut d'obstacles organisée par la FEI.

## Ligues
| Ligue                                | Nombre d'épreuves | Vainqueur                |
| ------------------------------------ | ----------------- | ------------------------ |
| Europe de l'Ouest                    | 11                | Christian Ahlmann        |
| Europe centrale - Sous-Ligue du Nord | 11                |                          |
| Europe centrale - Sous-Ligue du Sud  | 5                 |                          |
| Nord-américaine côte Est             | 7                 |                          |
| Nord-américaine côte Ouest           | 7                 |                          |
| Sud-américaine-Sud                   | 6                 | Pedro Junqueira Muylaert |
| Sud-Africaine                        | 6                 | Lisa Williams            |
| Australienne                         | 15                | Chris Chugg              |
| Nouvelle-Zélande                     | 3                 | Katie Laurie             |
| Japonaise                            | 6                 | Tsuyoshi Ueno            |
| Asie du Sud-Est                      | 3                 | Jaruporn Limpichati      |
| Asie centrale                        | 2                 |                          |
| Arabe                                | 17                | Abdullah Alsharbatly     |
| Caucasienne                          | 8                 | Rahib Ismayilov          |
| Chinoise                             | 3                 | Zhiwen Zhao              |
| Sud-américaine-Nord                  | 3                 | Noel Vanososte           |

### Ligue d'Europe de l'Ouest
| Ville     | Pays        | Début            | Fin               | Vainqueur                                   |
| --------- | ----------- | ---------------- | ----------------- | ------------------------------------------- |
| Oslo      | Norvège     | 15 octobre 2015  | 18 octobre 2015   | Pénélope Leprevost sur Flora de Mariposa    |
| Helsinki  | Finlande    | 22 octobre 2015  | 25 octobre 2015   | Romain Duguet sur Quorida de Treho          |
| Lyon      | France      | 28 octobre 2015  | 1er novembre 2015 | Pénélope Leprevost sur Flora de Mariposa    |
| Vérone    | Italie      | 5 novembre 2015  | 8 novembre 2015   | Simon Delestre sur Hermès Ryan des Hayettes |
| Stuttgart | Allemagne   | 18 novembre 2015 | 22 novembre 2015  | Christian Ahlmann sur Codex One             |
| Madrid    | Espagne     | 26 novembre 2015 | 29 novembre 2015  | Christian Ahlmann sur Taloubet Z            |
| Londres   | Royaume-Uni | 15 décembre 2015 | 21 décembre 2015  | Emanuele Gaudiano sur Admara                |
| Malines   | Belgique    | 26 décembre 2015 | 30 décembre 2015  | Christian Ahlmann sur Taloubet Z            |
| Leipzig   | Allemagne   | 14 janvier 2016  | 17 janvier 2016   | Niklas Krieg sur Carella                    |
| Zurich    | Suisse      | 29 janvier 2016  | 31 janvier 2016   | Pius Schwizer sur PSG Future                |
| Bordeaux  | France      | 5 février 2016   | 7 février 2016    | Kévin Staut sur Rêveur de Hurtebise HDC     |

### Ligue d'Europe centrale

#### Sous-ligue du Nord
| Ville             | Pays               | Début            | Fin              | Vainqueur                             |
| ----------------- | ------------------ | ---------------- | ---------------- | ------------------------------------- |
| Olomouc           | République tchèque | 11 juin 2015     | 14 juin 2015     | Maximilian Schmid sur Chacon 2        |
| Moscou            | Russie             | 18 juin 2015     | 21 juin 2015     | Sergey Petrov sur Wiona               |
| Saint-Pétersbourg | Russie             | 3 juillet 2015   | 5 juillet 2015   | Andis Varna sur KS Coradina           |
| Bratislava        | Slovaquie          | 23 juillet 2015  | 26 juillet 2015  | Jaroslaw Skrzyczynski sur Crazy Quick |
| Riga              | Lettonie           | 31 juillet 2015  | 2 août 2015      | Kristaps Neretnieks sur Zuko S        |
| Pezinok           | Slovaquie          | 3 septembre 2015 | 6 septembre 2015 | Juraj Hanulay sur Guick Ferra         |
| Tallinn           | Estonie            | 2 octobre 2015   | 4 octobre 2015   | Alexandr Belekhov sur Bivaldi         |
| Siauliai          | Lituanie           | 9 octobre 2015   | 11 octobre 2015  | Michal Kazmierczak sur Que Pasa 5     |
| Leszno            | Pologne            | 22 octobre 2015  | 25 octobre 2015  | Holger Wulschner sur BSC Cha Cha Cha  |
| Poznań            | Pologne            | 10 décembre 2015 | 13 décembre 2015 | Christian Kukuk sur Carilot           |

#### Sous-ligue du Sud
| Ville       | Pays     | Début            | Fin              | Vainqueur                                 |
| ----------- | -------- | ---------------- | ---------------- | ----------------------------------------- |
| Celje       | Slovénie | 14 mai 2015      | 17 mai 2015      | Roland Englbrecht sur Mevisto's Poorboy   |
| Bojourichte | Bulgarie | 26 juin 2015     | 28 juin 2015     | Hulki Karagulle sur Skara Glen's Cascador |
| Budapest    | Hongrie  | 16 juillet 2015  | 19 juillet 2015  | Andreas Schou sur Allstar                 |
| Celje       | Slovénie | 12 novembre 2015 | 15 novembre 2015 | annulé                                    |
| Budapest    | Hongrie  | 27 novembre 2015 | 29 novembre 2015 | Michel Hendrix sur Baileys                |

#### Finale de la ligue
| Ville    | Pays    | Début           | Fin             | Vainqueur |
| -------- | ------- | --------------- | --------------- | --------- |
| Varsovie | Pologne | 25 février 2016 | 28 février 2016 |           |

### Ligue nord-américaine (côte Est)
| Ville       | Pays       | Début            | Fin               | Vainqueur                           |
| ----------- | ---------- | ---------------- | ----------------- | ----------------------------------- |
| Bromont     | Canada     | 6 août 2015      | 9 août 2015       | Schuyler Riley sur Dobra de Porceyo |
| North Salem | États-Unis | 9 septembre 2015 | 13 septembre 2015 | Richie Moloney sur Carrabis Z       |
| Washington  | États-Unis | 20 octobre 2015  | 25 octobre 2015   | Harrie Smolders sur Emerald         |
| Lexington   | États-Unis | 27 octobre 2015  | 1er novembre 2015 | Kent Farrington sur Voyeur          |
| Toronto     | Canada     | 10 novembre 2015 | 14 novembre 2015  | McLain Ward sur HH Azur             |
| Wellington  | États-Unis | 03 février 2016  | 07 février 2016   | Kent Farrington sur Uceko           |
| Ocala       | États-Unis | 24 février 2016  | 28 février 2016   |                                     |

### Ligue nord-américaine (Côte Ouest)
| Ville          | Pays       | Début             | Fin               | Vainqueur                        |
| -------------- | ---------- | ----------------- | ----------------- | -------------------------------- |
| Langley        | Canada     | 12 août 2015      | 16 août 2015      | Richard Fellers sur Flexible     |
| Rancho Murieta | États-Unis | 22 septembre 2015 | 27 septembre 2015 | Samuel Parot sur Atlantis        |
| Del Mar        | États-Unis | 14 octobre 2015   | 18 octobre 2015   | Beezie Madden sur Simon          |
| Calgary        | Canada     | 27 octobre 2015   | 31 octobre 2015   | Samuel Parot sur Atlantis        |
| Las Vegas      | États-Unis | 10 novembre 2015  | 15 novembre 2015  | Peter Lutz sur Robin de Ponthual |
| Valle de Bravo | Mexique    | 20 janvier 2016   | 24 janvier 2016   | Juan Manuel Luzardo sur Stan     |
| Thermal        | États-Unis | 9 février 2016    | 14 février 2016   | Nayel Nassar sur Lordan          |

### Ligue sud-américaine (Nord)
| Ville   | Pays      | Début            | Fin               | Vainqueur                            |
| ------- | --------- | ---------------- | ----------------- | ------------------------------------ |
| Bogota  | Colombie  | 3 septembre 2015 | 6 septembre 2015  | Carlos Ramirez sur Offshore d'Amaury |
| Bogota  | Colombie  | 9 septembre 2015 | 13 septembre 2015 | Carlos Ramirez sur Offshore d'Amaury |
| Caracas | Venezuela | 6 novembre 2015  | 8 novembre 2015   | Noel Vanocoste sur Conrad D          |
| Caracas | Venezuela | 11 novembre 2015 | 15 novembre 2015  | Noel Vanocoste sur Conrad D          |

### Ligue sud-américaine (Sud)
| Ville          | Pays      | Début             | Fin               | Vainqueur                                                        |
| -------------- | --------- | ----------------- | ----------------- | ---------------------------------------------------------------- |
| Sol de Mayo    | Argentine | 14 mai 2015       | 17 mai 2015       | Pablo Javier Bernachia sur Carnaval du Rouet                     |
| São Paulo      | Brésil    | 4 septembre 2015  | 6 septembre 2015  | Pedro Junqueira Muylaert sur Colorado                            |
| Rio de Janeiro | Brésil    | 23 septembre 2015 | 27 septembre 2015 | Sergio Henriques Neves Marins sur Pikpoket                       |
| São Paulo      | Brésil    | 9 octobre 2015    | 11 octobre 2015   | Marcelo Cuavaglia sur Queenie                                    |
| Porto Alegre   | Brésil    | 22 octobre 2015   | 25 octobre 2015   | José Luiz Guimarães de Carvalho sur Ariness van't Wolferink RCLI |
| Buenos Aires   | Argentine | 11 novembre 2015  | 15 novembre 2015  | Nestor Nielsen van Hoff sur Prince Royal de Lux Z                |

### Ligue sud-africaine
| Ville     | Pays           | Début            | Fin              | Vainqueur                                   |
| --------- | -------------- | ---------------- | ---------------- | ------------------------------------------- |
| Midrand   | Afrique du Sud | 14 mai 2015      | 17 mai 2015      | Anne-Marie Esslinger sur Alzu Oregon        |
| Shongweni | Afrique du Sud | 15 juin 2015     | 21 juin 2015     | Jonathan Clarke sur Felix Van De Mispelaere |
| Polokwane | Afrique du Sud | 26 août 2015     | 30 août 2015     | Jonathan Clarke sur Felix Van De Mispelaere |
| Kromdraai | Afrique du Sud | 22 octobre 2015  | 25 octobre 2015  | Lorette Knowles-Taylor sur Titanic          |
| Le Cap    | Afrique du Sud | 20 novembre 2015 | 22 novembre 2015 | annulé                                      |
| Kyalami   | Afrique du Sud | 25 novembre 2015 | 29 novembre 2015 | Liam Stevens sur Wanda                      |

### Ligue australienne
| Ville          | Pays      | Début             | Fin               | Vainqueur                              |
| -------------- | --------- | ----------------- | ----------------- | -------------------------------------- |
| Sydney Royal   | Australie | 26 mars 2015      | 31 mars 2015      | Alison Rowland sur Yalambi's Carpino Z |
| Greater Sydney | Australie | 1er mai 2015      | 3 mai 2015        | Vicki Roycroft sur Congo Z             |
| Gatton         | Australie | 30 juillet 2015   | 2 août 2015       | David Cameron sur RR Dyranta           |
| Caboolture     | Australie | 7 août 2015       | 9 août 2015       | Chris Chugg sur Cera Cassiago          |
| Gawler         | Australie | 30 août 2015      | 30 août 2015      | Chris Chugg sur Cera Cassiago          |
| Adélaïde       | Australie | 10 septembre 2015 | 10 septembre 2015 | Chris Chugg sur Cera Cassiago          |
| Melbourne      | Australie | 27 septembre 2015 | 27 septembre 2015 | Steven Hill sur Yalambi's Bellini Star |
| Tamworth       | Australie | 9 octobre 2015    | 11 octobre 2015   | James Arkins sur Da Vinci's Pride      |
| Hawkesbury     | Australie | 16 octobre 2015   | 18 octobre 2015   | James Arkins sur Da Vinci's Pride      |
| Brigadoon      | Australie | 24 octobre 2015   | 25 novembre 2015  | Stéphanie Tucker sur Oaks Redwood      |
| Hawkesbury     | Australie | 12 novembre 2015  | 15 novembre 2015  | Chris Chugg sur Cera Cassiago          |
| Adélaïde       | Australie | 20 novembre 2015  | 22 novembre 2015  | Merrick Ubank sur Alantinus            |
| Sydney         | Australie | 10 décembre 2015  | 13 décembre 2015  | Gabrielle Kuna sur Cristalline         |
| Boneo          | Australie | 23 janvier 2016   | 25 janvier 2016   | Steven Hill sur Yalambi's Bellini Star |

### Ligue de Nouvelle-Zélande
| Ville      | Pays             | Début            | Fin              | Vainqueur |
| ---------- | ---------------- | ---------------- | ---------------- | --------- |
| Taupo      | Nouvelle-Zélande | 17 décembre 2015 | 20 décembre 2015 |           |
| Dannevirke | Nouvelle-Zélande | 8 janvier 2016   | 10 janvier 2016  |           |
| Waitemata  | Nouvelle-Zélande | 16 janvier 2016  | 17 janvier 2016  |           |

### Ligue japonaise
| Ville | Pays  | Début            | Fin              | Vainqueur                                  |
| ----- | ----- | ---------------- | ---------------- | ------------------------------------------ |
| Osaka | Japon | 4 avril 2015     | 4 avril 2015     | Tae Sato sur Vrouwe Toltien                |
| Chiba | Japon | 23 mai 2015      | 23 mai 2015      | Tae Sato sur Vrouwe Toltien                |
| Nasu  | Japon | 7 juin 2015      | 7 juin 2015      | Tsuyoshi Ueno sur Verdi R.                 |
| Fuji  | Japon | 6 septembre 2015 | 6 septembre 2015 | Keisuke Koike sur Nosco de Blondel         |
| Osaka | Japon | 17 octobre 2015  | 17 octobre 2015  | Kayata Komaki sur Lamour 88                |
| Miki  | Japon | 28 novembre 2015 | 28 novembre 2015 | Daisuke Fukushima sur Glamour v/h Dennehof |

### Ligue d'Asie du Sud-Ouest
| Ville   | Pays      | Début            | Fin              | Vainqueur                                |
| ------- | --------- | ---------------- | ---------------- | ---------------------------------------- |
| Pattaya | Thaïlande | 02 octobre 2015  | 04 octobre 2015  | Montakant Nuanmanee sur Con Lorino       |
| Pattaya | Thaïlande | 23 octobre 2015  | 25 octobre 2015  | Jin Kanno sur Goemaar                    |
| Pattaya | Thaïlande | 12 novembre 2015 | 15 novembre 2015 | Jaruporn Limpichati sur Irregular Choice |

### Ligue d'Asie Centrale
| Ville    | Pays         | Début         | Fin           | Vainqueur                           |
| -------- | ------------ | ------------- | ------------- | ----------------------------------- |
| Tachkent | Ouzbékistan  | 23 avril 2015 | 26 avril 2015 | Abdulaziz Mamathanov sur Fordjuliya |
| Bichkek  | Kirghizistan | 22 mai 2015   | 24 mai 2015   | Umid Kamilov sur L'Apechio          |

### Ligue arabe
| Ville      | Pays                | Début             | Fin               | Vainqueur                                          |
| ---------- | ------------------- | ----------------- | ----------------- | -------------------------------------------------- |
| Alexandrie | Égypte              | 3 septembre 2015  | 5 septembre 2015  | Mohd Osama El Borai sur Dina                       |
| Alexandrie | Égypte              | 10 septembre 2015 | 12 septembre 2015 | Mohamed Taher Zeyada sur For Pleasure              |
| Tetouan    | Maroc               | 2 octobre 2015    | 4 octobre 2015    | Juan Carlos Garcia sur Bonzaï vd Warande           |
| Rabat      | Maroc               | 8 octobre 2015    | 11 octobre 2015   | Pius Schwizer sur PSG Future                       |
| El Jadida  | Maroc               | 15 octobre 2015   | 18 octobre 2015   | António Matos Almeida sur Nikel de Presle          |
| Amman      | Jordanie            | 22 octobre 2015   | 24 octobre 2015   | Ahmed Yehia Hafez sur Levinio 3                    |
| Amman      | Jordanie            | 29 octobre 2015   | 31 octobre 2015   | Abdulrahman Alrajhi sur Chilli Pepper vd Helle     |
| Mostaganem | Algérie             | 4 novembre 2015   | 7 novembre 2015   | Abdullah Aksharbatly sur Talan                     |
| Riyad      | Arabie saoudite     | 25 novembre 2015  | 28 novembre 2015  | Abdullah Aksharbatly sur Domingo                   |
| Riyad      | Arabie saoudite     | 2 décembre 2015   | 5 décembre 2015   | Kamal Abdullah Bahamdan sur Noblesse des Tess      |
| Doha       | Qatar               | 24 décembre 2015  | 26 décembre 2015  | Bassem Hassan Mohammed sur The Toymaker            |
| Al Rayyan  | Qatar               | 1er janvier 2016  | 3 janvier 2016    | Khaled Abdulaziz Al Eid sur Senorita               |
| Abou Dabi  | Émirats arabes unis | 7 janvier 2016    | 9 janvier 2016    | Abdulrahman Alrajhi sur Chilli Pepper van de Helle |
| Charjah    | Émirats arabes unis | 14 janvier 2016   | 16 janvier 2016   | René Tebel sur Air Chin Z                          |
| Dubaï      | Émirats arabes unis | 28 janvier 2016   | 30 janvier 2016   | Ales Opatrny sur Acovaro                           |
| Al Ain     | Émirats arabes unis | 4 février 2016    | 6 février 2016    | David Will sur Mic Mac du Tillard                  |

### Ligue caucasienne
| Ville    | Pays        | Début             | Fin               | Vainqueur                           |
| -------- | ----------- | ----------------- | ----------------- | ----------------------------------- |
| Tbilissi | Géorgie     | 11 juin 2015      | 14 juin 2015      | Rahib Ismayilov sur Aco's First Boy |
| Tbilissi | Géorgie     | 17 septembre 2015 | 20 septembre 2015 | Rahib Ismayilov sur Carthanio       |
| Bakou    | Azerbaïdjan | 15 octobre 2015   | 17 octobre 2015   | annulé                              |
| Bakou    | Azerbaïdjan | 19 novembre 2015  | 21 novembre 2015  | Seyid Musayev sur Nabab de Belou    |
| Bakou    | Azerbaïdjan | 24 décembre 2015  | 26 décembre 2015  | annulé                              |

### Ligue chinoise
| Ville | Pays  | Début          | Fin            | Vainqueur                 |
| ----- | ----- | -------------- | -------------- | ------------------------- |
| Pékin | Chine | 25 avril 2015  | 28 avril 2015  | Patrick Lam sur Vainqueur |
| Pékin | Chine | 30 avril 2015  | 3 mai 2015     | Patrick Lam sur Vainqueur |
| Pékin | Chine | 4 octobre 2015 | 7 octobre 2015 | Zhiwen Zhao sur Bolero    |

## Finale
| Ville    | Pays  | Début        | Fin          | Vainqueur                   |
| -------- | ----- | ------------ | ------------ | --------------------------- |
| Göteborg | Suède | 23 mars 2016 | 28 mars 2016 | Steve Guerdat sur Corbinian |